# Dibrivka, Bobrîneț
Dibrivka (în ucraineană Дібрівка) este un sat în orașul raional Bobrîneț din regiunea Kirovohrad, Ucraina.

## Demografie
Componența lingvistică a localității Dibrivka
     Ucraineană (94,98%)
     Română (1,26%)
     Alte limbi (1,26%)
Conform recensământului din 2001, majoritatea populației localității Dibrivka era vorbitoare de ucraineană (94,98%), existând în minoritate și vorbitori de armeană (2,09%) și română (1,26%).